# Gene Fraise
Eugene S. "Gene" Fraise (West Point, 7 de mayo de 1932 - West Burlington, 27 de noviembre de 2020) fue un político estadounidense que sirvió en el Senado de Iowa entre 1986 y 2013.

## Biografía
Fraise nació en West Point, Iowa el 7 de mayo de 1932. Se desempeñó como senador del distrito 46 desde 1986, cuando ocupó una vacante dejada por la renuncia de Lowell Junkins, hasta 2013.
Fraise participó en varios comités del Senado de Iowa: el comité de asignaciones; el comité judicial; y el comité de Agricultura, del que es presidente. También se desempeñó como vicepresidente del Subcomité de Apropiaciones del Sistema de Justicia. Su experiencia política anterior incluye haber sido miembro de la Junta de Supervisores del Condado de Lee durante siete años.
Fraise fue reelegido en 2004 con 14.272 votos (53%), derrotando al oponente republicano Doug P. Abolt.
Falleció de COVID-19 el 27 de noviembre de 2020 en West Burlington, Iowa a los 88 años.